# Isopeda queenslandensis
Isopeda queenslandensis är en spindelart som beskrevs av Hirst 1992. Isopeda queenslandensis ingår i släktet Isopeda och familjen jättekrabbspindlar. Inga underarter finns listade i Catalogue of Life.